# Estación de Alpedrete
Alpedrete, también denominada Mataespesa-Alpedrete, es una estación de ferrocarril situada en el municipio español homónimo en la comunidad autónoma de Madrid. Forma parte de la línea Villalba-Segovia, por la cual presta servicio la línea C-8 de Cercanías Madrid y la línea 53 de Media Distancia Segovia-Madrid.

## Situación ferroviaria
La estación está situada en el punto kilométrico 4,6 de la línea férrea de ancho ibérico Villalba-Segovia. El tramo es de vía única y está electrificado. Antiguamente esta línea continuaba su trazado hasta Medina del Campo, actualmente desmantelado.

## Historia
La estación fue puesta en funcionamiento el 1 de julio de 1888 con la apertura del tramo Villalba-Segovia de la línea Villalba-Segovia-Medina del Campo. Las obras corrieron a cargo de la compañía «Norte». Dicha compañía no tenía especial interés en este trazado dado que ya contaba con la línea Madrid-Hendaya que hacía un recorrido similar alcanzando Medina del Campo vía Ávila. Aun así, motivos estratégicos la llevaron a hacerse con la misma para evitar que algún competidor pudiera aprovechar que la conexión por Segovia era la más corta para alcanzar Madrid desde Valladolid, León o Asturias. Norte mantuvo la gestión de la estación hasta la nacionalización de la red de ancho ibérico y la creación de RENFE, en 1941. Desde el 31 de diciembre de 2004 Renfe Operadora explota la línea mientras que Adif es la titular de las instalaciones ferroviarias.

## Servicios ferroviarios

### Media distancia
Los servicios de media distancia de Renfe con parada en la estación cubren el trayecto Madrid - Cercedilla - Segovia. El nivel de frecuencia se ha ido reduciendo y sólo hay dos trenes diarios en ambos sentidos.
| Línea MD | Trenes   | Origen/Destino          |  | Destino/Origen |
| -------- | -------- | ----------------------- |  | -------------- |
| 53       | Regional | Madrid-Atocha Cercanías |  | Segovia        |

### Cercanías
| procedencia/destino | < estación   | Línea | estación >      | destino/procedencia |
| ------------------- | ------------ | ----- | --------------- | ------------------- |
| Guadalajara         | Los Negrales |       | Collado Mediano | Cercedilla          |

Forma parte de la línea C-8 de Cercanías Madrid operada por Renfe. La frecuencia media de paso es de un tren cada 30 minutos. Madrid-Atocha se alcanza en algo menos de una hora mientras que Cercedilla, el otro extremo de la línea, está a unos 15 minutos.

## Conexiones

### Autobuses
| Diurnos   |                                     |                               |                           |
| Línea     | Destino                             | Parada                        | Operador                  |
| 680       | Collado Villalba (Hospital)         | 10176 Av. Canteros - Zarzales | Avanza Movilidad Integral |
| 681       | Madrid (Moncloa)                    | 10176 Av. Canteros - Zarzales | Avanza Movilidad Integral |
| 685       | Guadarrama                          | 10176 Av. Canteros - Zarzales | Avanza Movilidad Integral |
| 680       | Cercedilla                          | 15610 Av. Canteros - Fuente   | Avanza Movilidad Integral |
| 681       | Alpedrete                           | 15610 Av. Canteros - Fuente   | Avanza Movilidad Integral |
| 682       | Guadarrama                          | 15610 Av. Canteros - Fuente   | Avanza Movilidad Integral |
| 685       | Las Rozas - Majadahonda (Hospital)  | 15610 Av. Canteros - Fuente   | Avanza Movilidad Integral |
| Nocturnos |                                     |                               |                           |
| Línea     | Destino                             | Parada                        | Operador                  |
| N602      | Collado Villalba - Madrid (Moncloa) | 10176 Av. Canteros - Zarzales | Avanza Movilidad Integral |
| N602      | Guadarrama                          | 15610 Av. Canteros - Fuente   | Avanza Movilidad Integral |